# Ljubomir Pantscheff
Ljubomir Pantscheff (17. August 1913, Sofia – 30. August 2003, Wien) war ein bulgarischer Opernsänger (Bass/Bassbariton). Er war 33 Jahre lang an der Wiener Staatsoper engagiert.

## Leben und Werk

### Familie und Ausbildung
Ljubomir Pantscheff, dessen Vorfahren lange Zeit als Flüchtlinge im zaristischen Russland lebten, wurde kurz vor dem Ausbruch des Ersten Weltkriegs, als Bulgarien auf der Seite der Mittelmächte stand, geboren. Sein Vater Christo Pantscheff war studierter Diplomfinanzwissenschaftler und Vizedirektor des bulgarischen Zollamts. Er starb als Opfer eines Politmordes, als Ljubomir Pantscheff neun Jahre alt war. Seine Mutter Olga Pantschewa hatte in Dresden Pädagogik studiert und wurde später stellvertretende Direktorin einer Hauptschule. Ljubomir Pantscheff hatte einen zwei Jahre älteren Bruder, Boris. Der aus Wien stammende Heinrich Sochor, ein Untermieter seiner Mutter, wurde zwei Jahre nach dem Todes des Vaters, als Ljubomir Pantscheff 11 Jahre alt war, sein Stiefvater.
Nach dem Besuch des Handelsgymnasiums besuchte er die Konsularakademie in Sofia mit dem Berufsziel, später in den diplomatischen Dienst seines Heimatlandes einzutreten. Parallel dazu studierte er ab 1932 Gesang bei dem bulgarischen Komponisten und Gesangspädagogen Georgi Slatew-Tscherkin (1905–1977), der begabte Schüler aus ärmeren Schichten gegen geringes Entgelt unterrichtete und Pantscheff zu seinem früheren Lehrer, dem Bariton und Vokalpädagogen Theo Lierhammer (1866–1937), nach Wien vermittelte.
1935 kam Pantscheff nach Wien, um Musik und Handelswissenschaften zu studieren. Nach bestandener Aufnahmeprüfung begann Pantscheff im Herbst 1935 sein Studium an der Staatsakademie für Musik und Darstellende Kunst bei Theo Lierhammer in Wien. Seine Studienkollegen waren die später berühmten Staatsopernsänger Otto Edelmann, Erich Kunz und Ljuba Welitsch, die ebenso aus Bulgarien stammte und mit der Pantscheff gemeinsam als Teil der „Georgi-Slatew-Gruppe“ nach Wien gereist war.
1937 gewann er den Internationalen Gesangswettbewerb in Wien und wurde, noch während seines Studiums, Mitglied der „Salzburg International Opera Guild“ des österreichischen Komponisten und Dirigenten Paul Csonka (1905–1995), der eine private Opernkompagnie gegründet hatte. Unter Leitung des Dirigenten Alberto Erede studierte er die Bass-Partien in mehreren Opern ein und nahm anschließend an einer von dem US-amerikanischen Manager und Impresario Sol Hurok organisierten USA-Tournee teil, die u. a. nach Baltimore, New York und Los Angeles ging. Aufsehen bei Kritikern erregte insbesondere Pantscheffs Interpretation eines „Negers“ in Angélique von Jacques Ibert, woraufhin die US-amerikanische Filmindustrie Interesse an Pantscheff zeigte, der sogar für ein von Warner Brothers geplantes Filmporträt über den Revuestar und Schauspieler Al Jolson im Gespräch war.
Ende Juni 1938 legte Pantscheff in Wien seine Abschlussprüfung ab, setzte aber aufgrund seiner stimmlichen Schwierigkeiten in der Höhe seine Gesangsstudien weiterhin privat bei der Vokalpädagogin Marga Wißmann fort.

### Engagement an der Wiener Volksoper
1938 wurde er an die Wiener Volksoper verpflichtet, wo er zuerst einen Eleven-Vertrag als Cover für den Fidelio-Minister sowie für Colline und Zuniga erhielt. Seine Antrittspartie war unerwartet der Fidelio-Minister in der Eröffnungsvorstellung der von der Stadt Wien als „Staatliche Volksoper“ übernommenen Wiener Volksoper, nachdem der ursprünglich dafür vorgesehene Sänger aufgrund von Schwierigkeiten mit der Partie während der Proben umbesetzt worden war. Zeitweise wurde an der Volksoper, den völkisch-nationalistischen Tendenzen im Zuge des Anschlusses Österreichs an das Deutsche Reich folgend, anfangs sein Vorname auf den Besetzungszetteln in „Ludwig“ eingedeutscht, später jedoch wieder, aufgrund einer Intervention des ehemaligen Zaren von Bulgarien, Ferdinand von Coburg-Gotha, und des Sängers Georg Oeggl, auf „Ljubomir“ zurückgeändert.
Zu seinen Partien an der Volksoper gehörten bis zur kriegsbedingten Schließung der Theater im Sommer 1944 u. a. Sparafucile in Rigoletto, Micha (Die verkaufte Braut), Angelotti (Tosca) und Hans Foltz (Die Meistersinger von Nürnberg).  In Don Carlos sang er alternierend Philipp II. und den Mönch Karl V., in Die Zauberflöte abwechselnd den Sprecher und den Zweiten Geharnischten.
Ab Ende Juni 1944 widmete sich Pantscheff seinem Diplomabschluss im Welthandelstudium und dem Abschluss seiner Doktorarbeit. Daneben leistete er als bulgarischer Staatsbürger Arbeitsdienst in einer Fabrik für Schutzmaskenfilter.

### Engagement an der Wiener Staatsoper
1945 wurde er Mitglied der Wiener Staatsoper, der er insgesamt 33 Jahre bis zu seinem Ausscheiden 1978 angehörte. Dort debütierte er im Oktober 1945 als Fiorello in Der Barbier von Sevilla, im November 1945 folgte, als Einspringer für den Bassisten Herbert Alsen, der Fidelio-Minister. An der Wiener Staatsoper sang er insgesamt 77 verschiedene Rollen, hauptsächlich im deutschen, aber auch im italienischen Repertoire, in über 3.200 Vorstellungen.
Schwierigkeiten mit dem hohen F „ließen ihn, als er 1945 an die Staatsoper übersiedelte […], auf die großen Rollen verzichten“, so Felix Czeike, „er verstand es aber, die kleinen Rollen zu Kabinettstücken aufzuwerten, die bald zu Glanzpunkten der Vorstellungen wurden.“ Ljubomir Pantscheff wurde an der Wiener Staatsoper daher insbesondere als Darsteller vieler Kleinrollen eingesetzt, an denen er „intensiv feilte“. Er übernahm dort jedoch auch mehrere mittlere Partien wie Colline, Zuniga, Angelotti, Graf Des Grieux (Manon), Crespel und Bartolo. Zu seinen meist gesungenen Partien gehörten Antonio in Die Hochzeit des Figaro (292 Mal), der asthmatische „Rosenkavalier“-Notar (230 Mal), den er als besondere „Charakterstudie“ zeichnete, und der Zweite Geharnischte (195 Mal). In der österreichischen Erstaufführung von A Midsummer Night’s Dream sang er im Oktober 1962 den Snout. 1963 übernahm er in einer Neuinszenierung von Don Giovanni die Rolle des Masetto. Seinen letzten Auftritt an der Wiener Staatsoper hatte er im September 1978 als Graf Ceprano in Rigoletto.
Das Oesterreichische Musiklexikon Online bezeichnete Pantscheff als „eine Stütze des Ensembles“. Die Zeitung The Independent würdigte in ihrem Nachruf Pantscheff als „absolut zuverlässigen Künstler, der das Rückgrat eines Opernhauses bildet“.

### Gastspiele
Pantscheff gastierte, meist mit dem Ensemble der Wiener Staatsoper, an der Covent Garden Opera in London (September/Oktober 1947), in Rom, Florenz, Zürich, Genf, Barcelona (1952), Rio de Janeiro und Tokio.
Ab 1950 sang er mehrfach bei den Salzburger Festspielen (Zweiter Gefangener, Zweiter Priester, Antonio, Notar). Im August 1961 wirkte er bei den Salzburger Festspielen in der Uraufführung der Oper Das Bergwerk zu Falun von Rudolf Wagner-Régeny mit.
In der Saison 1961/62 gastierte er an der Mailänder Scala. 1963 trat er am Théâtre Royal de la Monnaie in Brüssel auf. 1972 gastierte er mit dem Ensemble der Wiener Staatsoper bei den Wiesbadener Maifestspielen.

### Ehrungen und Privates
Ljubomir Pantscheff wurde zum Österreichischen Kammersänger ernannt. Im April 1999 wurde er gemeinsam mit Melitta Muszely und Gerda Scheyrer mit dem Ehrenzeichen des Landes Wien ausgezeichnet.
1943 heiratete Pantscheff seine Ehefrau Jenny. Eine langandauernde Freundschaft verband Pantscheff seit ihrer gemeinsamen Studienzeit mit seiner Bühnenkollegin Ljuba Welitsch und mit dem bulgarischen Bass Nicolai Ghiaurov, dem er im Mai 1957 anlässlich eines Konzerts bulgarischer Sänger im Brahms-Saal des Wiener Musikvereins erstmals begegnet war. Pantscheff vermittelte Ghiaurov ein Vorsingen bei Herbert von Karajan und verzichtete auch, als ihm im Winter 1958 über die Wiener Künstleragentur Vladarski ein Gastengagement als Mephisto im Gounod’schen Faust am Teatro Comunale di Bologna angeboten wurde, zugunsten von Ghiaurov, für den das Gastspiel das Sprungbrett an die Mailänder Scala bedeutete.

### Anekdotisches
Ljubomir Pantscheff sagte eine Reihe von Liederabenden ab, was den Wiener Kritiker Karl Löbl zu folgender Bemerkung veranlasste: „Sie haben einen Brillanten in der Kehle, aber Sie verstecken ihn in einer Schatulle und erfreuen sich an ihm, wenn Sie allein sind.“